# Association Sportive de Saint-Étienne 1966-1967
La pagina raccoglie i dati riguardanti l'Association Sportive de Saint-Étienne nelle competizioni ufficiali della stagione 1966-1967.

## Stagione
Nelle giornate conclusive del girone di andata il Saint-Étienne, fino ad allora rimasto nelle posizioni medio-alte della classifica, assunse il comando a discapito dei campioni in carica del Nantes, gestendo il vantaggio fino alla penultima giornata, quando un pareggio dei rivali consegnò ai Verts la vittoria del terzo titolo nazionale.
In Coppa di Francia i Verts vennero eliminati al secondo turno dall'Olympique Lione, futuro vincitore della manifestazione e per questo incontrato nella gara di supercoppa, programmata per il finale di stagione e conclusasi con la vittoria del Saint-Étienne per 3-0.

## Maglie
| Manica sinistra · Manica sinistra · Maglietta · Maglietta · Manica destra · Manica destra · Pantaloncini · Calzettoni |

## Rosa
| N. |                    | Ruolo | Calciatore       |
| -- | ------------------ | ----- | ---------------- |
|    | Francia (bandiera) | P     | Pierre Bernard   |
|    | Francia (bandiera) | P     | Robert Philippe  |
|    | Francia (bandiera) | D     | Fernand Barek    |
|    | Francia (bandiera) | D     | Bernard Bosquier |
|    | Francia (bandiera) | D     | Ginès Gonzales   |
|    | Francia (bandiera) | D     | Roland Mitoraj   |
|    | Francia (bandiera) | D     | Georges Polny    |
|    | Italia (bandiera)  | D     | Nello Sbaiz      |
|    | Francia (bandiera) | D     | Francis Camerini |

| N. |                    | Ruolo | Calciatore         |
| -- | ------------------ | ----- | ------------------ |
|    | Francia (bandiera) | C     | Robert Herbin      |
|    | Francia (bandiera) | C     | Aimé Jacquet       |
|    | Francia (bandiera) | C     | Jean-Michel Larqué |
|    | Francia (bandiera) | C     | Georges Bereta     |
|    | Algeria (bandiera) | A     | Rachid Mekhloufi   |
|    | Francia (bandiera) | A     | Hervé Revelli      |
|    | Francia (bandiera) | A     | André Fefeu        |
|    | Camerun (bandiera) | A     | Frédéric N'Doumbé  |
|    | Francia (bandiera) | A     | Yves Triantafyllos |

## Risultati

### Challenge des Champions
| Arbitro: | Barde |

|                               |           |  |
| Revelli 19’ 72’ Mekhloufi 57’ | Marcatori |  |

## Statistiche

### Statistiche di squadra
| Competizione            | Punti | Totale | Totale | Totale | Totale | Totale | Totale | DR  |
| Competizione            | Punti | G      | V      | N      | P      | Gf     | Gs     | DR  |
| ----------------------- | ----- | ------ | ------ | ------ | ------ | ------ | ------ | --- |
| Division 1              | 54    | 38     | 24     | 6      | 8      | 82     | 37     | +45 |
| Coppa di Francia        | -     | 2      | 1      | 0      | 1      | 1      | 2      | -1  |
| Challenge des Champions | -     | 1      | 1      | 0      | 0      | 3      | 0      | +3  |
| Totale                  | -     | 41     | 26     | 6      | 9      | 113    | 39     | +74 |

### Andamento in campionato
| Giornata  | 1 | 2 | 3 | 4 | 5 | 6 | 7 | 8 | 9 | 10 | 11 | 12 | 13 | 14 | 15 | 16 | 17 | 18 | 19 | 20 | 21 | 22 | 23 | 24 | 25 | 26 | 27 | 28 | 29 | 30 | 31 | 32 | 33 | 34 | 35 | 36 | 37 | 38 |
| --------- | - | - | - | - | - | - | - | - | - | -- | -- | -- | -- | -- | -- | -- | -- | -- | -- | -- | -- | -- | -- | -- | -- | -- | -- | -- | -- | -- | -- | -- | -- | -- | -- | -- | -- | -- |
| Luogo     | T | C | T | C | T | C | T | C | T | C  | T  | C  | T  | C  | T  | C  | C  | T  | C  | T  | C  | T  | C  | T  | C  | T  | C  | T  | C  | T  | C  | T  | C  | T  | C  | C  | T  | C  |
| Risultato | V | V | V | N | P | V | N | V | P | N  | P  | V  | N  | V  | P  | V  | V  | V  | V  | V  | N  | V  | P  | V  | V  | N  | P  | V  | P  | V  | V  | V  | V  | P  | N  | V  | V  | V  |
| Posizione | 5 | 3 | 1 | 4 | 4 | 2 | 2 | 1 | 3 | 3  | 5  | 4  | 4  | 4  | 4  | 3  | 2  | 1  | 1  | 1  | 1  | 1  | 1  | 1  | 1  | 1  | 1  | 1  | 1  | 1  | 1  | 1  | 1  | 1  | 1  | 1  | 1  | 1  |

Fonte:  France » Ligue 1 1966/1967 » Schedule, su worldfootball.net.
Legenda:

Luogo: C = Casa; T = Trasferta. Risultato: V = Vittoria; N = Pareggio; P = Sconfitta.

### Statistiche dei giocatori
| Giocatore        | Division 1 | Division 1 | Coppa di Francia+ Challenge des champions | Coppa di Francia+ Challenge des champions | Totale   | Totale |
| Giocatore        | Presenze   | Reti       | Presenze                                  | Reti                                      | Presenze | Reti   |
| ---------------- | ---------- | ---------- | ----------------------------------------- | ----------------------------------------- | -------- | ------ |
| F. Barek         | 4          | 0          | 0+0                                       | 0+0                                       | 4        | 0      |
| G. Bereta        | 20         | 4          | 1+1                                       | 0+0                                       | 22       | 4      |
| P. Bernard       | 36         | -?         | 2+1                                       | -2+-0                                     | 39       | -2+    |
| B. Bosquier      | 37         | 6          | 2+1                                       | 0+0                                       | 40       | 6      |
| F. Camerini      | 5          | 0          | 0+0                                       | 0+0                                       | 5        | 0      |
| A. Fefeu         | 33         | 9          | 2+1                                       | 0+0                                       | 36       | 9      |
| G. Gonzales      | 17         | -          | 0+0                                       | 0+0                                       | 17       | 0      |
| R. Herbin        | 20         | 6          | 2+1                                       | 0+0                                       | 23       | 6      |
| A. Jacquet       | 36         | 5          | 2+0                                       | 0+0                                       | 38       | 5      |
| J.M. Larqué      | 22         | 7          | 2+0                                       | 0+0                                       | 24       | 7      |
| R. Mekhloufi     | 38         | 12         | 2+1                                       | 1+1                                       | 41       | 14     |
| R. Mitoraj       | 24         | 0          | 2+1                                       | 0+0                                       | 27       | 0      |
| F. N'Doumbé      | 22         | 1          | 1+0                                       | 0+0                                       | 23       | 1      |
| R. Philippe      | 2          | -?         | 0+0                                       | -0+-0                                     | 2        | 0+     |
| G. Polny         | 38         | 0          | 2+1                                       | 0+0                                       | 41       | 0      |
| H. Revelli       | 34         | 31         | 2+1                                       | 0+2                                       | 37       | 33     |
| N. Sbaiz         | 29         | 0          | 0+1                                       | 0+0                                       | 30       | 0      |
| Y. Triantafyllos | 1          | 0          | 0+1                                       | 0+0                                       | 2        | 0      |